# Remington Kellogg
Remington Kellogg (Davenport, Iowa, 1892. október 5. – Washington, 1969. május 8.) amerikai természettudós, paleontológus és a Smithsonian Intézet egykori igazgatója. Zoológiai szakmunkákban nevének rövidítése: „Kellogg”.

## Élete és munkássága
Kellogg az iowai Davenport városban született. Szülei az Arthur Remington Kellogg nevet adták neki, de ő hamarosan elvetette az Arthur nevet. Már gyerekkorában a szabadidejét a vadvilág tanulmányozásával töltötte. Magának alkotott egy kis gyűjteményt, kitömött madarakból és emlősökből. Mire egyetemre kellett, hogy menjen, Kellogg tudta már, hogy ő biológus lesz. A Kansasi Egyetemen először a rovartant tanult, később pedig az emlősök szakára tért át. 1913 és 1916 között, Charles D. Bunker felügyelete alatt, aki az egyetem természettudományi múzeumának a kurátora volt, dolgozott a madarak és emlősök részlegénél. Bunker-rel való együttműködésének következtében, Kellogg kiadta az első írását. 1915-ben sikeresen érettségizett és a következő évben megkapta a M.A.-t.
Érettségi után Kansasban és Észak-Dakotában tevékenykedik, az United States Fish and Wildlife Service alkalmazottjaként. Az 1915-ös év végén a Survey fizette az utazását a Washington városba, ahol a keleti államok múzeumainak állapotáról kellett hozzon beszámolást. Ekkortájt határozta el magát, hogy a víziemlősökre specializálódik. 1916-ban beiratkozott Berkeleyben a Kaliforniai Egyetemre, ahol a zoológiai Ph.D-ért tanult. Itt, John Campbell Merriam tanítása alatt a fosszilis úszólábúak tanulmányozta, és ennek következtében megírta az első nagy művét 1920 - 1921 között.
Az első világháború ideje alatt Franciaországban szolgált a katonaságnál, de ekkor is csinált időt magának, ahhoz, hogy anyagot gyűjtsön, amit aztán átküldött Berkeley és Kansas egyetemeinek. 1919 júniusában elengedték a katonaságtól. Ezután ő visszatért Berkeleybe, hogy folytassa a doktori címért való tanulását. Merriam irányítása alatt a zoológiáról áttért a gerincesek paleontológiájára.
1921-től washingtoni Biological Survey biológiai asszisztense lett, nyolc évig. Ez idő alatt a varangyféléket és a sólyomfélék és bagolyfélék táplálkozásának a módszereit tanulmányozta. Ezek mellett a mississippi aligátor vadásztechnikáját is figyelte. Merriam arra biztatta, hogy szabad idejében foglalkozzon a Maryland állami Calvert Cliffs State Park lelőhelyben felfedezett fosszilis víziemlősökkel is. Ez a szabad idei foglalkozása, nagymértékben hozzájárult a Ph.D-ért való „küzdelemben”, mivel megírta egyik nagy művét a „The History of Whales - Their Adaptation to Life in the Water”, amelyben arról van szó, hogy hogyan alkalmazkodtak az emlősök szervei a vízben levő életmódhoz.
1928-ban Kellogg asszisztens kurátor lesz a Smithsonian Institutionnál. 1941-ben pedig kurátora lesz ennek a múzeumnak. Miközben itt dolgozik, Kellogg odaadóan tanulmányozza az Archaeocetiket és az egyéb ősceteket. 1948-ban kinevezik e múzeum igazgatójának, 1958-ban pedig a titkárság asszisztensének. 1951-ben beveszik a National Academy of Sciencesbe.
A Ph.D-nek köszönhetően Kellogg a cetek szakán nagy tekintélynek örvendett, és ő volt az elsők között, aki a cetek védelméről szólt; szerinte ezeket az állatokat túlvadászták. 1930-ban meghívták a Nemzetek Szövetsége elé, hogy beszédet tartson erről a témáról. A későbbi beszédeinek következtében az USA megválasztotta őt képviselőjének, az 1937-es évi International Conference on Whaling-re, amelyet Londonban tartottak meg. E konferencia következtében megalkották az International Convention for the Regulation of Whaling-et, amelyben szabályozzák a bálnavadászatot. 1944-ben és 1945-ben még képviselte az USA-t, aztán 1946-ban már ő vezette le a konferencia menetét. 1949 - 1967 között a Nemzetközi Bálnavadászati Bizottságot (International Whaling Commission, IWC) amerikai tagja volt. 1949 - 1951 között e Bizottság alelnöke volt, és 1952 - 1954 között pedig az elnöke is volt.
1962-ben visszavonult a Smithsonian-i állásából, de tovább folytatta a miocén kori cetek tanulmányozását. 1965 - 1969 között kilenc írást adott ki a fosszilis víziemlősökről. 1964-ben látva, hogy a Nemzetközi Bálnavadászati Bizottság nem halad a bálnavédelem terén, és egészségének romlása arra késztette, hogy vonuljon vissza a Bizottságból.
1969. május 8-án, otthon, Washingtonban halt meg, egy szívinfarktus következtében, miközben ágyban feküdt a csontos medence korábbi eltörése miatt.

## Remington Kellogg által alkotott és/vagy megnevezett taxonok
Az alábbi linkben megnézhető Remington Kellogg taxonjainak egy része.

### Fordítás
- Ez a szócikk részben vagy egészben  a   Remington Kellogg című angol Wikipédia-szócikk fordításán alapul.  Az eredeti cikk szerkesztőit annak laptörténete sorolja fel. Ez a jelzés csupán a megfogalmazás eredetét és a szerzői jogokat jelzi, nem szolgál a cikkben szereplő információk forrásmegjelöléseként.